# Sigrid Švédská (1566–1633)
Sigrid Eriksdotter Švédská (15. října 1566, Svartsjöský zámek – 1633, Kangasala) byla švédská princezna, legitimizovaná dcera krále Erika XIV. Švédského a jeho milenky, později manželky a královny, Karin Månsdotter.

## Biografie
Sigrid se narodila ve Svartsjöském zámku na Färingsö králi Erikovi XIV. a Karin Månsdotter ještě před jejich sňatkem, ale od začátku s ní bylo zacházeno jako s legitimním dítětem. Starala se o ní Johanna (Jeanne) de Herboville, manželka francouzského šlechtického hugenotského přistěhovalce. Erik XIV. se s Karinou morganaticky oženil v roce 1567 a oficiálně v roce 1568, kdy byla povýšena do šlechtického stavu a korunována na královnu pod jménem Katarina Magnusdotter. Sigrid byla, společně se svým bratrem Gustavem, přítomna na matčině svatbě i korunovaci. Tato svatba byla jedinečná; nikdy předtím nebyly na královské svatbě přítomny děti páru. Přítomnost dětí byla způsobem, jak demonstrovat jejich nový status. Oba byli oficiálně potvrzeni jako legitimní a Sigrid a její bratr získali všechna privilegia princezny a prince.
V roce 1568 byl její otec sesazen z trůnu a jeho rodina, včetně Sigrid, byla společně s ním uvězněna. Sigrid bylo pravidelně dovolováno žít mimo domácí vězení v péči Johanny de Herboville a královny vdovy Kateřiny Stenbock. V roce 1573 byla odebrána svému otci a spolu s matkou převezena na hrad Turku ve Finsku. V roce 1575 byla oddělena od svého bratra, který byl odebrán z péče jejich matky. V roce 1577 její otec zemřel a Sigrid a její matka byly osvobozeny a bylo jim dovoleno usadit se v Liuksialském sídle ve Finsku.
Její postavení po sesazení jejího otce bylo poněkud nejasné, ale nebyla zcela vnímána jako princezna. Na obraze, který je jí připisován, se nazývá Fröken Sigrid Vasa, Konung Eriks äkta dotter (česky: slečna Sigrid Vasa, legitimní dcera krále Erika) ne „princezna“. Titul „slečna“ nosily šlechtičny jen do 19. století. Přesto měla s rodinou z otcovy strany dobrý vztah. V roce 1582 byla jmenována dvorní dámou své sestřenice princezny Anny Švédské a odcestovala s ní do Polska, kde se v roce 1587 zúčastnila korunovace krále Zikmunda III. Vasy. Brzy poté se v Polsku znovu setkala se svým bratrem Gustavem. Žádné další setkání mezi sourozenci po tomto nebylo zaznamenáno.
V roce 1587 bylo Sigrid uděleno právo zdědit Liuksiaské sídlo. Sigrid měla se svou matkou blízký vztah a často ji ve Finsku navštěvovala. Není jasné, jak dlouho Sigrid zůstala na Annině dvoře, ale v roce 1596 už opět žila ve Finsku. V roce 1597 se provdala za Henrika Klassona Totta. V roce 1599 následovala Sigrid svého manžela do Rigy, kam uprchl před Karlem IX., protože byl věrný králi Zikmundovi. V roce 1603 se vrátila do Finska jako vdova. Po druhém sňatku v roce 1609 žila Sigrid na švédském dvoře. Je potvrzeno, že byla občas ve sporu s Karlem IX. ohledně finančních záležitostí a že ji král při takových příležitostech nazýval „bastardem“, ale nic nenasvědčuje tomu, že by byla u dvora jakkoli přehlížena.

## Rodina
Sigrid se v průběhu svého života provdala za dva šlechtice. V roce 1597 se provdala za šlechtice Henrika Klassona Totta († 1603). Měli tři děti:
- Åke Henriksson Tott (1598–1640)
- Anna Henriksdotter Tottová, zemřela jako dítě
- Erik Henriksson Tott († 1621)

Dne 10. září 1609 se provdala za soudce královské rady Nilse Nilssona. Jejich svatba se konala na hradě Tre Kronor ve Stockholmu.